# عين الصفصاف (واد الخرشوف)
عين الصفصاف هو دُوَّار يقع بجماعة اجبابرة، إقليم تاونات، جهة فاس مكناس في المملكة المغربية. ينتمي الدوّار لمشيخة واد الخرشوف التي تضم 30 دواوير. يقدر عدد سكانه بـ 269 نسمة حسب الإحصاء الرسمي للسكان والسكنى لسنة 2004.

## روابط خارجية
- البوابة الوطنية للجماعات الترابية نسخة محفوظة 12 مارس 2018 على موقع واي باك مشين.
- المندوبية السامية للتخطيط